# Дуго путовање у ноћ (филм)
Дуго путовање у ноћ (енгл. Long Day's Journey into Night) је филмска адаптација истоимене драме Јуџина О'Нила. Снимљена је 1962, у режији Сиднија Лумета. Кетрин Хепберн је за своје извођење добила Награду за најбољу глумицу на Канском филмском фестивалу, а била је у трци за Оскара за најбољу главну глумицу. Сва три глумца су такође добили Награду за најбољу мушку улогу на фестивалу у Кану.

## Радња
Аристократска породица из Конетиката пролази кроз тежак период када се сазна да најмлађи син Џејмса и Мери Тајрон болује од туберкулозе. Док се Џејмс и његови синови одају пићу, Мери тешка емотивна стања лечи морфијумом. Не желећи да ремете мајчин нестабилан ментални мир, Џејми и Едмонд покушавају да сакрију од какве се болести Едмонд разболео. С друге стране, упркос томе што је вређа њихово претварање, Мери избегава да чује истину и жели да живи у блаженом незнању.

## Улоге
| Глумац         | Улога         |
| -------------- | ------------- |
| Кетрин Хепберн | Мери Тајрон   |
| Ралф Ричардсон | Џејмс Тајрон  |
| Џејсон Робардс | Џејми Тајрон  |
| Дин Стоквел    | Едмонд Тајрон |